# Żabinka (dopływ Strumienia Junikowskiego)
Żabinka – ciek o długości 1,8 km, prawobrzeżny dopływ Strumienia Junikowskiego. Całość cieku na terenie Lubonia.
Źródło przy ul. Jodłowej. Następnie kieruje się na wschód, przepływając pod ulicami: Poniatowskiego, Kołłątaja, Szkolną, Przejazd, Kościuszki, Osiedlową i Źródlaną. Ujście do Strumienia Junikowskiego przy ul. Łącznik.